# Léon d'Ymbault

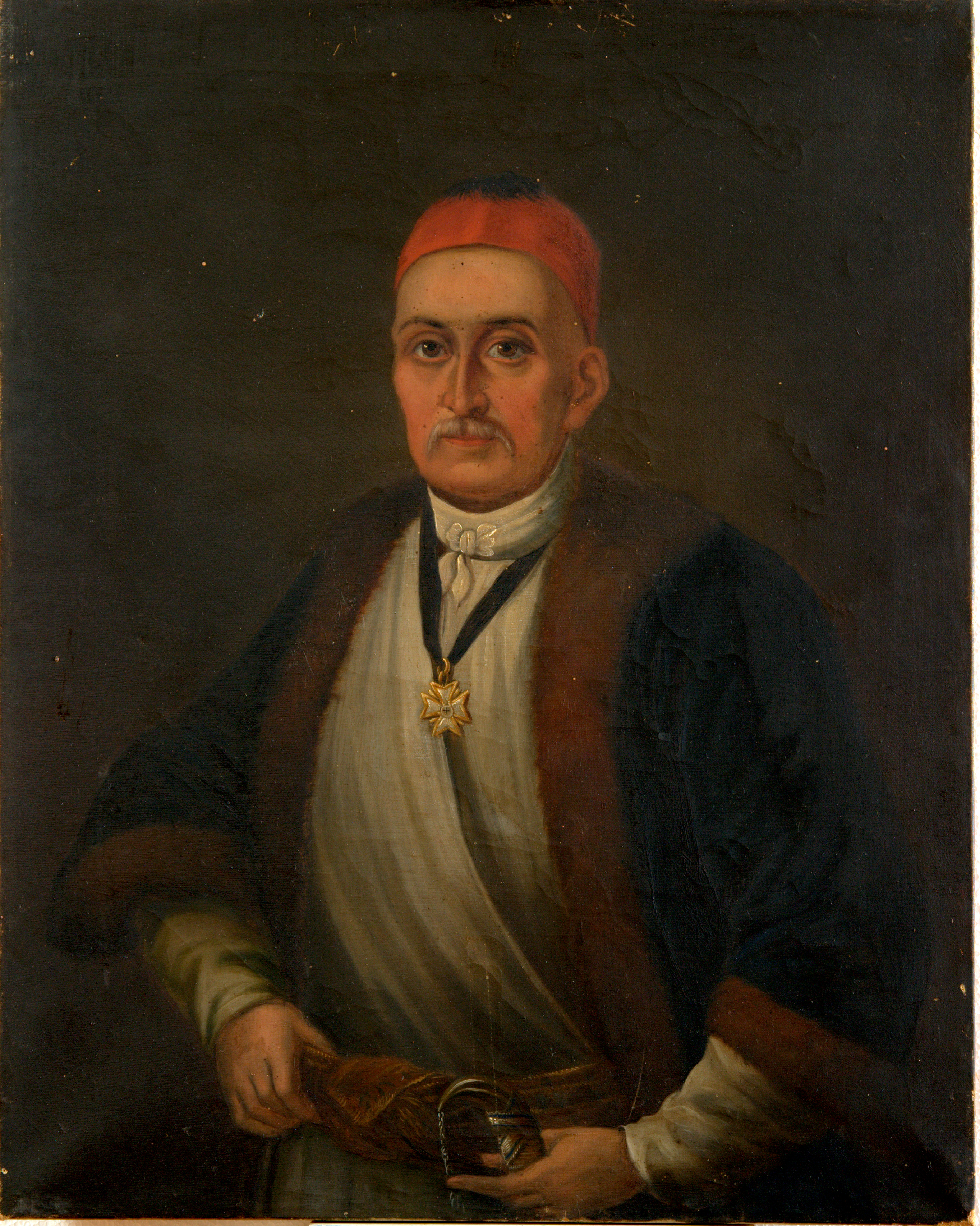
Leon d'Ymbault

Léon d'Ymbault de Manthay, ook: Leon d'Ymbault, Leon d'Imbault, Leon von Imbolt, Leon Imbo (Dragomesti, heden Astakos, ca. 1700 - Czernowitz, nu Tsjernivtsi, maart/april 1781) was de laatste Moldavische burgemeester van Czernowitz voor de annexatie van de Boekovina in 1775.
Léon d’Ymbault was afkomstig uit een Frans laagadellijk geslacht van Maltezer ridders 'Ymbault de Manthay'. Over zijn ouders is niets bekend. Hij werd geboren in de destijds Venetiaanse stad Dragomesti (heden Αστακός in de Griekse regio Etolia-Akarnania) rond het jaar 1700. De exacte geboortedatum is onbekend.

## Carrière

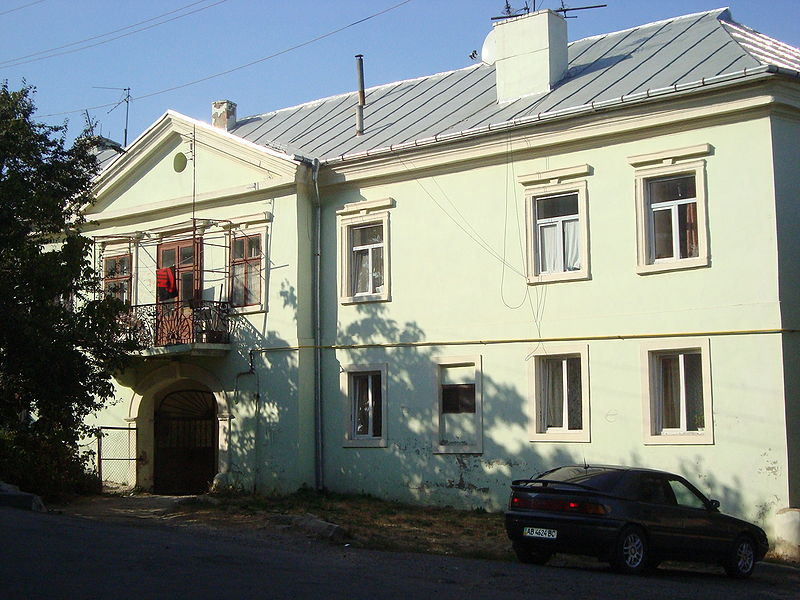
Paleis Hurmuzachi-Logothetti, Zankovetskaya, hoek met Holovna (Hoofdstraat) in Tsjernivtsi

In de periode 1721-1726 kreeg Ymbault zijn basisopleiding in het Capucijnerklooster in Pera (het Europese stadsdeel van Constantinopel). In 1730 kreeg hij een functie als drogman (tolk) bij de Franse legatie aldaar. In deze functie werd hij in 1734 naar Kandia (Kreta) uitgezonden en in 1735 naar Morea (Peloponnesos). Zijn kennis van Slavische talen bepaalde zijn verdere carrière. In 1739 was het vorstendom Moldavië tijdelijk door de Russen bezet. Na 1740 treffen we Ymbault aan als Drogman in Moldavische dienst. Hij maakte voor de Moldavische heersers verschillende reizen naar de Slavische buurstaten. Volgens in het familiearchief aanwezige reispassen was hij in 1740/1 in Kiev, in 1749 in Krakau en in 1769 in Sint-Petersburg.

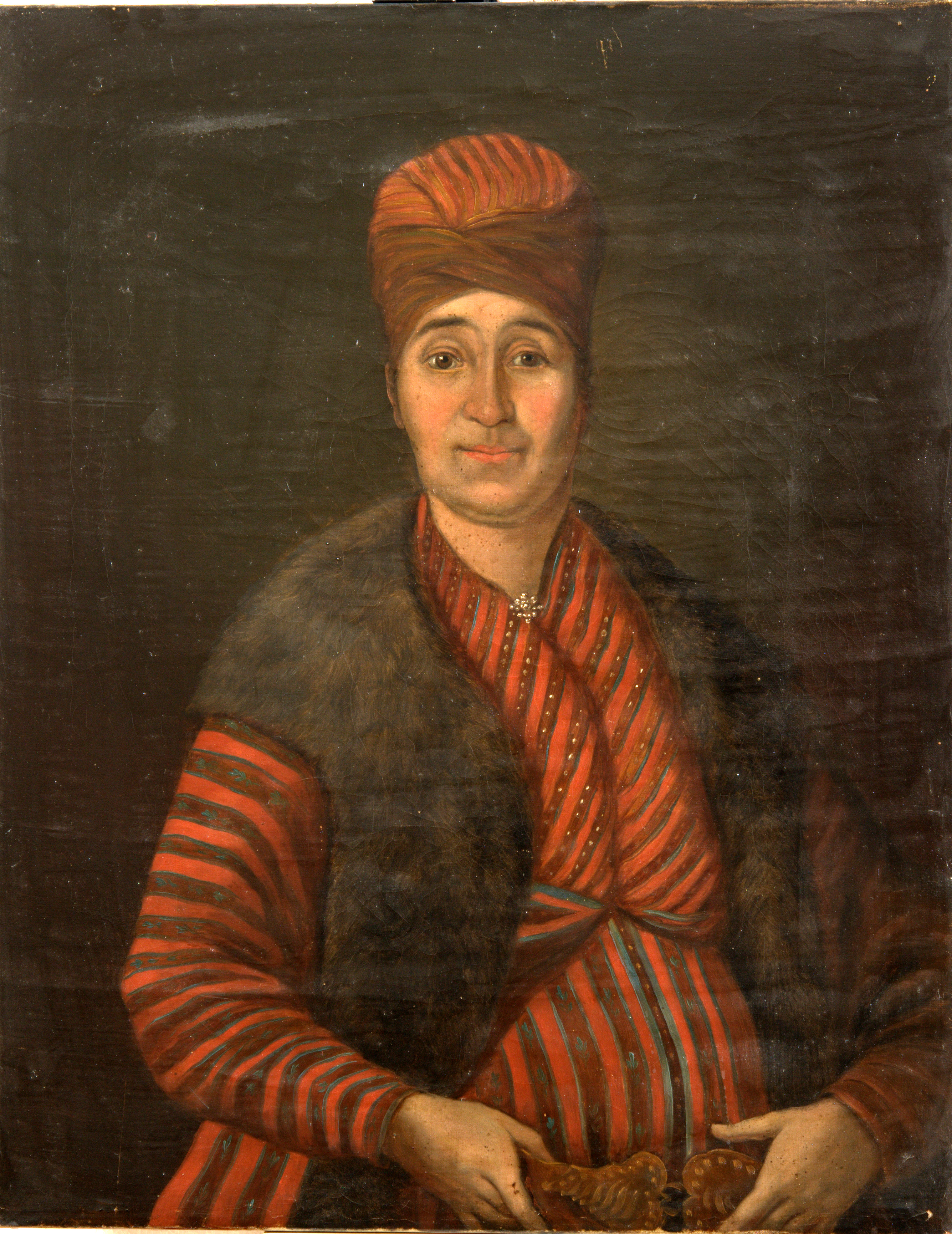
Anna Adreanna Vuczin

In mei 1757 werd hij benoemd tot kapitein van de belangrijke grensvesting Soroca (nu Moldavië) en kreeg de titel van Mare Paharnic (opperschenker). In 1768 werd hij benoemd tot starosta (burgemeester) van Czernowitz (Tsjernowitz of Tsjernivtsi, Oekraïne), waar hij een huis nabij de Parascevakerk liet bouwen (kadaster Czernowitz Nr. 352), dat in een later omgebouwde versie nog altijd bestaat als Palais Hurmuzachi-Logotheti. Hij werd tijdens de Russische bezetting van Czernowitz (1771-1773) vervangen door Ilie Herescul, was vervolgens in 1773 weer in functie als starosta. In de zomer van 1773 zou hij zijn afgezet wegens heimelijke contacten met de Oostenrijkse generaal Vincenz von Barco.. Of dit juist is, is onduidelijk, in elk geval werd er geen nieuwe burgemeester meer benoemd. Na het definitieve besluit van Oostenrijk, het Osmaanse Rijk en Rusland in 1775 dat de Boekovina aan Oostenrijk zou worden afgestaan, moest Ymbault het ambt van starosta definitief neerleggen. Nog in 1775 reisde hij naar Sint-Petersburg, vermoedelijk in opdracht van zijn voormalige heer Grigore III Ghica om hulp te zoeken bij het Russische hof. Na de executie van Ghica op 11 oktober 1777 trok Ymbault zich op zijn landgoederen terug. Zover bekend behoorde hij niet tot de edelen die op 12 oktober 1777 aan de nieuwe heerseres van de Bucovina, keizerin Maria-Theresia hun officiële hulde betuigden, al was hij nadien wel loyaal jegens de nieuwe overheid.
Op 19 februari 1781 maakte Ymbault zijn testament, waarin hij zijn landgoederen in Ober-Scheroutz (nu Горішні Шерівці) en Waschkoutz (nu Вашківці) aan zijn dochter en haar kinderen vermaakte. Toen dit testament op 30 mei 1781 officieel geregistreerd werd, was zijn echtgenote al weduwe. Dat betekent dat Ymbault in maart of april 1781 moet zijn gestorven.

## Familie
Ymbault trouwde in 1758, waarschijnlijk in Boekarest, met Anna Adreanna Voutsina (Vuczin, Wutschin, 1719-1809) uit een Grieks Fanariotengeslacht. Het echtpaar had slechts een dochter, Ekatarina d’Ymbault, die op 27 november 1759 in Boekarest werd geboren. Deze dochter trouwde met de Griekse edelman uit Zakynthos Jakob Graf Logothetti (1741-1802) en stierf op 23 november 1785, slechts 4 jaar na haar vader. Uit dit echtpaar stammen alle Roemeense, Hongaarse, Moravische, Oostenrijkse en Amerikaanse nakomelingen van de grafelijke familie Logothetti af.